# Трибан
Трибан (словен. Triban) — поселення в общині Копер, Регіон Обално-крашка, Словенія. Висота над рівнем моря: 34,6 м.